# Loi sur le droit à la réparation des propriétaires de véhicules automobiles
La Motor Vehicle Owners' Right to Repair Act, parfois aussi appelée Right to Repair, est le nom de plusieurs projets de loi connexes proposés au Congrès des États-Unis et dans plusieurs législatures d'État qui visent à forcer les constructeurs automobiles à fournir les mêmes informations aux ateliers de réparation indépendants. comme ils le font pour leurs concessionaires.
Les versions de ce projet de loi ont généralement été soutenues par des associations indépendantes de réparation et d'après-vente et généralement combattues par les constructeurs automobiles et les concessionnaires. Il a été examiné pour la première fois au niveau fédéral en 2001, mais aucune disposition n'a été adoptée jusqu'à ce que la législature du Massachusetts adopte, le 31 juillet 2012, le projet de loi H. 4362 sur le droit à la réparation. Cette loi a été adoptée avant un référendum sur l'initiative d'un scrutin contraignant qui figurait également le 6 novembre sur le bulletin de vote à l'échelle de l'État du Massachusetts. La mesure a été adoptée avec 86 % de soutien des électeurs. Parce qu'il y avait désormais deux lois différentes en vigueur, la législature du Massachusetts a adopté un nouveau projet de loi, H. 3757, pour concilier les deux lois. Ce projet de loi a été promulgué le 26 novembre 2013. Au début de 2014, l'Automotive Aftermarket Industry Association, la Coalition for Auto Repair Equality, l'Alliance of Automobile Manufacturers et l'Association for Global Automakers ont signé un protocole d'accord basé sur la loi du Massachusetts et qui engagerait les constructeurs automobiles à répondre aux exigences. de la loi du Massachusetts dans les cinquante États.
En février 2019, la Right to Repair Coalition a lancé une nouvelle campagne de sensibilisation du public pour actualiser la loi sur le droit à la réparation qui, selon ses membres, est menacée en raison de la technologie automobile sans fil qui pourrait limiter l'accès des ateliers de réparation indépendants aux informations reçues par les concessionnaires. Les électeurs ont ensuite adopté la question 1 du Massachusetts de 2020 pour résoudre ce problème.

## Contexte
Les amendements de 1990 à la Clean Air Act exigent que tous les véhicules construits après 1994 incluent des systèmes informatiques de bord mesurant les émissions polluantes des véhicules. Le projet de loi obligeait également les constructeurs automobiles à fournir aux réparateurs indépendants les mêmes informations sur les émissions que celles fournies aux concessionnaires de voitures neuves franchisés. La Californie a en outre adopté une législation exigeant que toutes les informations et outils de service liés aux émissions soient mis à la disposition des magasins indépendants. Contrairement au Clean Air Act, le projet de loi californien obligeait également les constructeurs automobiles à proposer et mettre à jour des sites Web contenant toutes leurs informations de service et accessibles sur abonnement aux ateliers de réparation et aux propriétaires de voitures.
À mesure que la technologie automobile progresse, les ordinateurs contrôlent désormais les systèmes vitaux de chaque véhicule, notamment les freins, les clés de contact, les airbags, le mécanisme de direction et plus encore . La réparation de véhicules automobiles est devenue une opération de haute technologie, les outils de diagnostic informatique remplaçant l'observation et l'expérience du mécanicien . Ces développements ont en définitive fait des constructeurs les « gardiens » des informations avancées nécessaires à la réparation ou à la fourniture de pièces détachées pour les véhicules automobiles .

## Législation

L' Initiative pour le droit à la réparation du Massachusetts a été adoptée avec 86 % de soutien des électeurs lors des élections générales de 2012 dans l'État. Il a été élargi pour inclure la télématique d'ici 2020, Massachusetts Question 1, bien que cela se soit heurté à des contestations juridiques.

Le premier projet de loi sur le droit à la réparation a été présenté au Sénat des États-Unis par le sénateur Paul Wellstone et à la Chambre des représentants par Joe Barton et Edolphus Towns en août 2001. Le projet de loi du Sénat décrit son objectif comme mettant fin au « monopole injuste » des constructeurs automobiles qui contrôlent l'information indispensable aux réparations, ce qui peut amener les magasins indépendants à refuser à des propriétaires de voitures la réparation de leur véhicule en raison du manque d'informations techniques nécessaires .
Parmi les États où des versions de la loi sur le droit à la réparation ont été introduites se trouve le New Jersey, où elle a été proposée pour la première fois en 2006 et (A803) a été adoptée en 2008 à une majorité écrasante (49-22) par l'Assemblée de l'État. Le projet de loi n'a cependant pas été adopté par le Sénat de l'État avant l'ajournement de la législature. Des propositions relatives au droit de réparation ont également été examinées dans le Connecticut, l'Illinois, New York, l'Oklahoma et l'Oregon.

## Soutien et opposition
Outre le soutien de l'American Automobile Association, le principal soutien de Right to Repair provient de l'Automotive Aftermarket Industry Association, de la Coalition for Auto Repair Equality (CARE) et d'un certain nombre de groupes d'État représentant l'industrie de la réparation.
L'opposition initiale provenait des constructeurs automobiles qui ont répondu que le projet de loi était inutile en raison de son travail depuis 2000 par le biais du National Automotive Service Task Force (NASTF), une coopérative basée sur un programme pilote en Arizona  impliquant soixante-trois organisations, y compris les constructeurs automobiles et des sociétés de services, fabricants d'outils et équipementiers automobiles.

## Débat
En mai 2001, la NASTF a créé un site Web fournissant des références à tous les techniciens pour obtenir des informations de service et des outils auprès des fabricants. En octobre 2001, les constructeurs automobiles ont annoncé leur engagement à corriger les écarts restants d'ici janvier 2003 .
Selon une lettre des représentants de l'ASA, de l'Alliance des constructeurs automobiles (AAM) et de l'Association des constructeurs automobiles internationaux (AIAM), en août 2002, un accord volontaire a été conclu entre eux pour que les constructeurs automobiles fournissent aux ateliers de réparation indépendants le même service et la même formation en tant que concessionnaires franchisés. Parvenue à un accord final en septembre 2002, l'Automotive Service Association, qui représente un certain nombre d'ateliers de réparation indépendants, a retiré son soutien au projet de loi. CARE n'était pas membre de cet accord .
Ni l'AAIA ni CARE n'ont pris parti à cet accord. Les deux groupes ont souligné le fait qu'en l'absence de législation ou de loi, rien n'obligerait les constructeurs automobiles à se conformer aux termes de l'accord volontaire si les efforts législatifs sur le droit de réparer disparaissaient.[réf. nécessaire]
Consumer Reports a exprimé son scepticisme quant au projet de loi proposé, notant que son analyse a montré que le problème affecte « un minuscule 0,2 % des clients des services de réparation automobile ». Consumer Reports a également noté que l'ASA a déclaré que la NASTF avait "en grande partie comblé le manque d'informations". Consumer Reports a également fait valoir que la divulgation de « détails nécessairement confidentiels, voire secrets, sur la sécurité du véhicule, les codes de clé intelligente et les commandes d'antidémarrage du moteur » serait une erreur . Le Highway Loss Data Institute a également écrit dans une lettre au représentant. Bart Stupak a évoqué l'élargissement de l'accès à l'information concernant les dispositifs antivol passifs, il "serait naïf de s'attendre à ce que la sécurité de l'information reste sans compromis" .
Cependant, un article de Consumer Reports d'avril 2005 qui fournit des conseils de réparation aux consommateurs déclarait qu'« un projet de loi fédéral, la Loi sur le droit à la réparation, aiderait les indépendants car il obligerait les constructeurs automobiles à leur fournir les informations techniques dont ils ont besoin pour rivaliser avec les concessionnaires. »
Dans une lettre exigée par John Dingell, membre éminent du comité de l'énergie et du commerce de la Chambre des représentants, la FTC a noté que sur 6 786 plaintes relatives aux pièces et réparations automobiles qu'elle avait reçues entre le 1er janvier 1996 et le 16 mai 2006, seules deux plaintes étaient pertinentes. et il n'y en avait "aucune concernant l'incapacité des consommateurs ou des ateliers de réparation automobile indépendants d'acquérir l'équipement nécessaire à la réparation des voitures" .
Une enquête réalisée en 2005 auprès des ateliers de réparation par le groupe Tarrance a révélé que 59 % des personnes interrogées avaient des difficultés à accéder aux informations de réparation ou aux outils nécessaires aux réparations et 67 % ont déclaré avoir été obligées de renvoyer leurs véhicules au concessionnaire.[réf. nécessaire]